# Polydore Hochart
Polydore Pierre Etienne Philippe Hochart (* 25. Oktober 1831 in Saint Pierre (Martinique); † 18. Februar 1916 in Bordeaux), war ein französischer Lehrer und Historiker. Er entstammte einer begüterten französischen Kaufmannsfamilie, die seit Generationen auf der Karabikinsel Martinique ansässig war. Seine Vorfahren mütterlicherseits stammten aus Haiti.

## Leben
Sein Vater Pierre André Aimé Hochart, ein  Großhändler und Reeder, schickte den jungen Polydore zur Ausbildung auf eine im damaligen Frankreich hoch angesehene Eliteschule, das 1533 gegründete Collège de Guyenne in Bordeaux, dem Geburtsort seiner Mutter. Zu den Absolventen des Collège Royal zählten schon Michel de Montaigne und Joseph Juste Scaliger. Hochart machte dort seinen Abschluss als professeur agrégé de secondaire - ein Abschluss, der ihn für den höheren Dienst an Eliteschulen qualifizierte.  Seine Abschlussarbeit wurde 1864 veröffentlicht.
Nach seiner Ausbildung scheint er jedoch nicht in den Dienst des Bildungsministeriums getreten zu sein, sondern arbeitete in der Schifffahrtsbranche, während er sich in seiner Freizeit mit literarischen und historischen Studien beschäftigte. Finanziell abgesichert durch das Erbe seines Vaters, zog er sich 1877 aus dem Berufsleben zurück, um sich ganz seinen Studien in enger Zusammenarbeit mit der Universität von Bordeaux widmen zu können. Eine Reihe seiner Werke wurden bereits vor der Buchausgabe in den Annalen der Universität publiziert. Als 1890 die Société des Amis de l'Université de Bordeaux gegründet wurde, wurde Hochart ihr erster Generalsekretär. Er galt zeitlebens als großzügiger Förderer der Philosophischen Fakultät und der Universitätsbibliothek.
Gemeinsame Interessen führten ihn mit dem Mathematiker späteren Wissenschaftshistoriker Paul Tannery zusammen, der hauptberuflich in der Verwaltung der staatlichen Tabakindustrie tätig war. Hochart verschaffte ihm Zugang zu intellektuellen Kreisen der Stadt rund um die Universität, woraus eine lebenslange Freundschaft entstand. Er half Tannery während dessen Zeit in Bordeaux dabei, Material über die Korrespondenten des französischen Theologen und Mathematikers Marin Mersenne zu sammeln - der erste Schritt zu einem großen Projekt, das der früh verstorbene Tannery jedoch nicht zu Ende führen konnte. Es gelang Hochart, die Witwe Tannerys davon zu überzeugen, den kompletten Nachlass ihres Mannes zu veröffentlichen. Ohne seine Mithilfe hätte es die Veröffentlichung der umfangreichen Korrespondenz von Marin Mersenne (17 Bde.) wohl nie gegeben, denn Hochart stellte dafür auch seine umfangreichen Notizen zu diesem Projekt zur Verfügung.

## Werke
Hochart hat eine Reihe höchst umstrittener historischer Werke veröffentlicht. Seine Bücher hat Hochart übrigens nicht, wie oft behauptet, und auch in der französischen Wikipedia zu lesen ist, größtenteils unter dem rätselhaften Pseudonym H. Dacbert verfasst. Nur sein beiden ersten Werke, Sénèque et la mort d'Agrippine, étude historique und Étude sur la signification de quelques mots du Nouveau Testament, beide 1884 in Leiden bei Brill erschienen, nennen als Verfasser einen H. Dacbert. Hochart kombinierte hier den Nachnamen seines Großvaters väterlicherseits, Louis H[ochart] und den Mädchennamen seiner Großmutter Marie Thèrèse Dacbert.  Alle nachfolgenden Werke sowie seine Artikel in zeitgenössischen Journalen zeichnete er mit seinem richtigen Namen.
1884 vertrat er in seiner Schrift über die Christenverfolgung unter dem römischen Kaiser Nero  die Ansicht, dass Tacitus’ Bericht über die Verschwörung gegen die Christen und die darauf einsetzende Verfolgung eine betrügerische Interpolation eines kopierenden Mönchs sei, der stark von Tertullians Apologetik inspiriert gewesen sei. Der Bericht über die Christenverfolgung nach dem Brand Roms in den Annalen des Tacitus sei eine Interpolation, die einige Zeit vor Sulpicius Severus in den Originaltext eingefügt wurde. (Annales 15,44,2–4)  Er schlug vor, die gesamte Passage zu streichen.
Suetons Verweis auf Neros Bestrafung der Christen sei eine weitere Interpolation und der Briefwechsel zwischen Plinius und Trajan eine Fälschung. Anthony S. Barrett fasst in seinem Buch Rom brennt! die wichtigsten Argumente Hocharts zusammen:
- Es sei unwahrscheinlich, dass die Anschuldigung, Rom in Brand gesteckt zu haben, vom Volk gegen Nero erhoben wurde, denn auch nach der Katastrophe sei dessen Popularität ungebrochen gewesen.
- Die in Rom lebenden Juden seien in der Bevölkerung nicht verhasst gewesen. Es gab daher keinen Grund, ihnen das Verbrechen, die Stadt in Brand gesteckt zu haben, eher zuzuschreiben als anderen Ausländern.
- Das Verbrennen von Menschen galt im antiken Rom als Barbarei und hätte Empörung hervorgerufen. Schließlich können die Opfer auch nicht in den Gärten Neros den Flammen übergeben worden sein, da diese Gärten, so der Autor, als Zuflucht für die Bevölkerung dienten.[9]

Der britische Tacitus-Herausgeber Henry Furneaux sah in der Annahme eines frommen christlichen Betrugs („a pious Christian fraud“) nur eine „schwache Begründung“, zumal sie „einen ähnlichen Angriff auf andere Passagen bei klassischen Autoren dieser Zeit beinhaltet. (…) Es muss seltsam erscheinen, dass jemand, der die interpolierte Stelle bei Josephus oder den Briefwechsel zwischen Paulus und Seneca studiert hat, annimmt, dass wir es hier nur mit einer ähnlichen, aber etwas geschickteren Darstellung derselben Art zu tun haben.“
Denn Hochart hielt auch die Briefe Plinius des Jüngeren und Trajans für Fälschungen, während Furneaux einen solchen frommen Betrug völlig ausschloss mit dem Argument: „Es ist nicht einzusehen, welchen Zweck ein Christ mit diesen beiden Einfügungen verfolgt haben könnte.“  In einem weiteren Buch verwarf Hochart auch Tacitus’ Historien als Fälschung und glaubte sie als Erfindung des italienischen Renaissancegelehrten Poggio Bracciolini entlarven zu können. Dabei griff er eine Hypothese auf, die ein paar Jahre zuvor, 1878, von John Wilson Ross in seinem Buch Tacitus and Bracciolini: The annals forged in the XVth Century aufgestellt worden war.
Da der Außenseiter Hochart in ihren Augen zu weit ging, ließ ihn ein Großteil der französischen Historiker spüren, dass man ihn bloß für einen Amateur hielt, von einer „skeptizistischen Attitüde“ besessen. Noch 1975 schrieb der französische Historiker Marrou: „Ein würdiger Nachfolger von P. Hardouin ist der Fall von Polydore Hochart, einem angesehenen Lehrer einer höheren französischen Bildungsanstalt, der zwei umfangreiche Oktavbände darauf verwandte, die Echtheit der Annalen und Historien des Tacitus zu bestreiten, die seiner Meinung nach Fälschungen aus der Feder des berühmten Humanisten des 15. Jahrhunderts, Poggio, seien. (…) Diese Hypothese stieß auf völlige Gleichgültigkeit, in Handbüchern oder Bibliographien wurde sie nicht einmal erwähnt. Dagegen hat derselbe Hochart aus ebenso fadenscheinigen Gründen das Buch X der Briefe Plinius des Jüngeren mit den berühmten Briefen X, 96-97 über die Christen in Bithynien verworfen.“
Deutlich differenzierter, aber mit skeptischen Untertönen äußerte sich Paul Tannery in den Annalen der Universität Bordeaux in einem Brief an Hochart. Eine zeitgenössische Rezension von Jacques de Boisjoslin 1893 in der Revue de la Société des études historiques zeigte sich offen für die Kritik Hocharts an der Authentizität des Tacitus, mochte aber einen großartigen Stilisten nicht aus dem kulturellen Gedächtnis streichen.
Hochart begründete seine Theorie noch im selben Jahr in einem Brief an Niccolo Anziani, den damaligen Direktor der Biblioteca Medicea Laurenziana in Florenz
Ein bleibendes Thema seiner Studien blieb das frühe Christentum, dem er sich bereits 1884 in seiner Studie über die Bedeutung zentraler griechischer Ausdrücke im Neuen Testament gewidmet hatte. 1886 erschien sein Artikel über das christliche Kreuzes-Symbol in den Annalen der Universität, ein Jahr später folgte La religion solaire dans l'empire romain. Beide wurden erweitert in eine umfangreiche Studie zum Frühchristentum übernommen, die er 1890 unter dem Titel Ėtudes d'histoire religieuse veröffentlichte.
Vier Jahre später erschien ein weiteres Tacitus-Buch, die Nouvelles considérations au sujet des Annales et des Histoires de Tacite zu veröffentlichen, in dem Hochart auf die Argumente seiner Kritiker antwortete. Es sollte seine letzte Veröffentlichung sein. Warum er 22 Jahre vor seinem Tod seine zuvor rege Publikationstätigkeit eingestellt hat, ist nicht bekannt.
Die heutige Forschung hält Hocharts Verdacht der Interpolationen nicht mehr für ausgeschlossen, weshalb er inzwischen wieder beachtet und zitiert wird, auch wenn man ihm gelegentlich fehlendes Urteilsvermögen attestiert. Ein Einschätzung, die der französische Althistoriker George Albert Radet, beim Tod Hocharts Dekan der geisteswissenschaftlichen Fakultät der Universität Bordeaux, in seinem Nachruf auf den Privatgelehrten nicht teilen mochte. Er lobte 1916 Hocharts wichtigste antike Studien und würdigte ihn als „einen der besten Vertreter des intellektuellen Bordeaux vor einem Vierteljahrhundert“.

## Veröffentlichungen
- La persécution des chrétiens sous Néron. In: Annales de la Faculté des lettres de Bordeaux, 2(1884), S. 44–167, online
- H. Dacbert (Pseud. f. Polydore Hochart): Etude sur la signification de quelques mots du Nouveau Testament (E.J. Brill, 1884), online
- H. Dacbert (Pseud. f. Polydore Hochart): Études sur la vie de Sénèque. (E. Leroux, 1885), online
- Études au sujet de la persécution des chrétiens sour Néron (E. Leroux, 1885), online
- Le Symbole de la Croix. In: Annales de la Faculté des lettres de Bordeaux, 1(1886), S. 121–177, online
- La religion solaire dans l'empire romain. In: Annales de la Faculté des lettres de Bordeaux, 1(1887), S. 36–100, online
- Boccace et Tacite. Lèttre à M. L’Abbé N. Anziani — Préfet honoraire de la Bibliothèque Médicéo-Laurentienne à Florence. In: Annales de la Faculté des lettres de Bordeaux, 1(1890), S. 228–250, online
- Siatutanda. In: Annales de la Faculté des lettres de Bordeaux, 1(1890), S. 288–298, online
- De l'authenticité des Annales et des Histoires de Tacite (Ernest Thorin, 1890), online
- Ėtudes d'histoire religieuse (E. Thorin, 1890), online
- Tacite et les Asprénas. In: Annales de la Faculté des lettres de Bordeaux, 1(1891), S. 228–250, online
- Nouvelles considérations au sujet des Annales et des Histoires de Tacite (Thorin, 1894), online